# Lista primelor doamne ale Statelor Unite ale Americii
Aceasta este o listă a primelor doamne ale Statelor Unite ale Americii, care au deținut acest titlu indiferent de relația de rudenie avută cu președintele SUA.
| #    | Imagine                                           | Prima Doamnă                                        | Data nașterii      | Căsătorie          | Președinte (soț, dacă nu se menționează) | Început            | Vârsta la primirea titlului | Sfârșit            | Durata pensionării | Data decesului                   | Durata de viață                   |
| ---- | ------------------------------------------------- | --------------------------------------------------- | ------------------ | ------------------ | ---------------------------------------- | ------------------ | --------------------------- | ------------------ | ------------------ | -------------------------------- | --------------------------------- |
| 1    | Portretul lui Martha Washington                   | Martha Washington (născută Dandridge)               | 2 iunie 1731       | 6 ianuarie 1759    | George Washington                        | 30 aprilie 1789    | 57 ani, 332 zile            | 4 martie 1797      | 1.904 de zile      | 22 mai 1802                      | 25.921 de zile (70 ani, 354 zile) |
| 2    | Portrait painting of Abigail Adams                | Abigail Adams (născută Smith)                       | 11 noiembrie 1744  | 25 octombrie 1764  | John Adams                               | 4 martie 1797      | 52 ani, 113 zile            | 4 martie 1801      | 6.447 de zile      | 28 octombrie 1818                | 27.013 de zile (73 ani, 351 zile) |
| 03.1 | Portrait painting of Martha Jefferson             | Martha Jefferson Randolph                           | 27 septembrie 1772 | —                  | Thomas Jefferson* (Father)               | 4 martie 1801      | 28 ani, 158 zile            | 4 martie 1809      | 10.082 de zile     | 10 octombrie 1836                | 23.388 de zile (64 ani, 13 zile)  |
| 4    | Portrait painting of Dolley Madison               | Dolley Madison (născută Payne)                      | 20 mai 1768        | 14 septembrie 1794 | James Madison                            | 4 martie 1809      | 40 ani, 288 zile            | 4 martie 1817      | 11.818 de zile     | 12 iulie 1849                    | 29.637 de zile (81 ani, 53 zile)  |
| 5    | Portrait painting of Elizabeth Monroe             | Elizabeth Monroe (născută Kortright)                | 30 iunie 1768      | 16 februarie 1786  | James Monroe                             | 4 martie 1817      | 48 ani, 247 zile            | 4 martie 1825      | 2.029 de zile      | 23 septembrie 1830               | 22.729 de zile (62 ani, 85 zile)  |
| 6    | Portrait engraving of Louisa Adams                | Louisa Adams (născută Johnson)                      | 12 februarie 1775  | 26 iulie 1797      | John Quincy Adams                        | 4 martie 1825      | 50 ani, 20 zile             | 4 martie 1829      | 9.934 de zile      | 15 mai 1852                      | 28.216 de zile (77 ani, 93 zile)  |
| 07.1 | Portrait painting of Emily Donelson               | Emily Donelson                                      | 1 iunie 1807       | —                  | Andrew Jackson (unchi)                   | 4 martie 1829      | 21 ani, 276 zile            | 19 decembrie 1836  | —                  | 19 decembrie 1836                | 10.794 de zile (29 ani, 201 zile) |
| †    |                                                   | Sarah Jackson (născută Yorke)                       | 16 iulie 1803      | —                  | Andrew Jackson (socru)                   | 26 noiembrie 1834  | 31 ani, 133 zile            | 4 martie 1837      | 18.434 de zile     | 23 august 1887                   | 30.719 de zile (84 ani, 38 zile)  |
| 08.1 | Portrait painting of Angelica Singleton Van Buren | Angelica Van Buren (născută Singleton)              | 13 februarie 1818  | —                  | Martin Van Buren (socru)                 | 1 ianuarie 1839    | 20 ani, 322 zile            | 4 martie 1841      | 13.449 de zile     | 29 decembrie 1877                | 21.869 de zile (59 ani, 319 zile) |
| 9    | Portrait painting of Anna Harrison                | Anna Harrison (născută Symmes)                      | 25 iulie 1775      | 22 noiembrie 1795  | William Henry Harrison                   | 4 martie 1841      | 65 ani, 222 zile            | 4 aprilie 1841     | 8.362 de zile      | 25 februarie 1864                | 32.356 de zile (88 ani, 215 zile) |
| 10   | Portrait painting of Letitia Tyler                | Letitia Tyler (născută Christian)                   | 12 noiembrie 1790  | 29 martie 1813     | John Tyler                               | 4 aprilie 1841     | 50 ani, 143 zile            | 10 septembrie 1842 | —                  | 10 septembrie 1842               | 18.929 de zile (51 ani, 302 zile) |
| †    |                                                   | Priscilla Tyler (născută Cooper)                    | 14 iunie 1816      | —                  | John Tyler (socru)                       | 10 septembrie 1842 | 26 ani, 88 zile             | 26 iunie 1844      | 16.622 de zile     | 29 decembrie 1889                | 26.861 de zile (73 ani, 198 zile) |
| 10   | Portrait painting of Julia Tyler                  | Julia Tyler (născută Gardiner)                      | 17 mai 1820        | 26 iunie 1844      | John Tyler                               | 26 iunie 1844      | 24 ani, 53 zile             | 4 martie 1845      | 16.199 de zile     | 10 iulie 1889                    | 25.269 de zile (69 ani, 54 zile)  |
| 11   | Portrait painting of Sarah Polk                   | Sarah Polk (născută Childress)                      | 4 septembrie 1803  | 1 ianuarie 1824    | James K. Polk                            | 4 martie 1845      | 41 ani, 181 zile            | 4 martie 1849      | 15.503 de zile     | 14 august 1891                   | 32.121 de zile (87 ani, 344 zile) |
| 12   | Portrait painting of Margaret Taylor              | Margaret Taylor (născută Smith)                     | 21 septembrie 1788 | 21 iunie 1810      | Zachary Taylor                           | 4 martie 1849      | 60 ani, 164 zile            | 9 iulie 1850       | 767 de zile        | 14 august 1852                   | 23.337 de zile (63 ani, 328 zile) |
| 13   | Portrait painting of Abigail Fillmore             | Abigail Fillmore (născută Powers)                   | 13 martie 1798     | 5 februarie 1826   | Millard Fillmore                         | 9 iulie 1850       | 52 ani, 118 zile            | 4 martie 1853      | 26 de zile         | 30 martie 1853                   | 20.105 de zile (55 ani, 17 zile)  |
| 14   | Engraving of Jane Pierce                          | Jane Means Pierce (născută Appleton)                | 12 martie 1806     | 19 noiembrie 1834  | Franklin Pierce                          | 4 martie 1853      | 46 ani, 357 zile            | 4 martie 1857      | 2.464 de zile      | 2 decembrie 1863                 | 21.084 de zile (57 ani, 265 zile) |
| 15   | Fotografia portret a lui Harriet Lane             | Harriet Lane (later Johnston)                       | 9 mai 1830         | —                  | James Buchanan (unchi)                   | 4 martie 1857      | 26 ani, 299 zile            | 4 martie 1861      | 15.460 de zile     | 3 iulie 1903                     | 26.717 de zile (73 ani, 55 zile)  |
| 16   | Fotografia portret a lui Mary Lincoln             | Mary Lincoln (născută Todd)                         | 13 decembrie 1818  | 4 noiembrie 1842   | Abraham Lincoln                          | 4 martie 1861      | 42 ani, 81 zile             | 15 aprilie 1865    | 6.301 de zile      | 16 iulie 1882                    | 23.226 de zile (63 ani, 215 zile) |
| 17   | Portrait engraving of Eliza Johnson               | Eliza Johnson (născută McCardle)                    | 4 octombrie 1810   | 17 mai 1827        | Andrew Johnson                           | 15 aprilie 1865    | 54 ani, 193 zile            | 4 martie 1869      | 2.508 de zile      | 15 ianuarie 1876                 | 23.844 de zile (65 ani, 103 zile) |
| 18   | Fotografia portret a lui Julia Grant              | Julia Boggs Grant (născută Dent)                    | 26 ianuarie 1826   | 22 august 1848     | Ulysses S. Grant                         | 4 martie 1869      | 43 ani, 37 zile             | 4 martie 1877      | 9.415 de zile      | 14 decembrie 1902                | 28.080 de zile (76 ani, 322 zile) |
| 19   | Fotografia portret a lui Lucy Hayes               | Lucy Hayes (născută Webb)                           | 28 august 1831     | 30 decembrie 1852  | Rutherford B. Hayes                      | 4 martie 1877      | 45 ani, 188 zile            | 4 martie 1881      | 3.035 de zile      | 25 iunie 1889                    | 21.121 de zile (57 ani, 301 zile) |
| 20   | Fotografia portret a lui Lucretia Garfield        | Lucretia Garfield (născută Rudolph)                 | 19 aprilie 1832    | 11 noiembrie 1858  | James A. Garfield                        | 4 martie 1881      | 48 ani, 319 zile            | 19 septembrie 1881 | 13.324 de zile     | 14 martie 1918                   | 31.374 de zile (85 ani, 329 zile) |
| 22.1 | Portretul lui Mary Arthur McElroy                 | Mary McElroy (născută Arthur)                       | 5 iulie 1841       | —                  | Chester A. Arthur (frate)                | 19 septembrie 1881 | 40 ani, 76 zile             | 4 martie 1885      | 11.632 de zile     | 8 ianuarie 1917                  | 27.580 de zile (75 ani, 187 zile) |
| 22.9 | Portretul lui Rose Cleveland                      | Rose Cleveland                                      | 13 iunie 1846      | —                  | Grover Cleveland (frate)                 | 4 martie 1885      | 38 ani, 264 zile            | 2 iunie 1886       | 11.860 de zile     | 22 noiembrie 1918                | 26.459 de zile (72 ani, 162 zile) |
| 22   | Portretul lui Frances Cleveland                   | Frances Cleveland (născută Folsom, later Preston)   | 21 iulie 1864      | 2 iunie 1886       | Grover Cleveland                         | 2 iunie 1886       | 21 ani, 316 zile            | 4 martie 1889      | 1.461 de zile      | 29 octombrie 1947                | 30.414 de zile (83 ani, 100 zile) |
| 23   | Portretul lui Caroline Harrison                   | Caroline Harrison (născută Scott)                   | 1 octombrie 1832   | 20 octombrie 1853  | Benjamin Harrison                        | 4 martie 1889      | 56 ani, 154 zile            | 25 octombrie 1892  | —                  | 25 octombrie 1892                | 21.939 de zile (60 ani, 24 zile)  |
| †    | Portretul lui Mary Harrison McKee                 | Mary McKee (născută Harrison)                       | 3 aprilie 1858     | —                  | Benjamin Harrison (Father)               | 25 octombrie 1892  | 34 ani, 205 zile            | 4 martie 1893      | 13.751 de zile     | 28 octombrie 1930                | 26.505 de zile (72 ani, 208 zile) |
| 24   | Portretul lui Frances Cleveland                   | Frances Cleveland (născută Folsom, later Preston)   | 21 iulie 1864      | 2 iunie 1886       | Grover Cleveland                         | 4 martie 1893      | 28 ani, 226 zile            | 4 martie 1897      | 18.500 de zile     | 29 octombrie 1947                | 30.414 de zile (83 ani, 100 zile) |
| 25   | Portretul lui Ida McKinley                        | Ida McKinley (născută Saxton)                       | 8 iunie 1847       | 25 ianuarie 1871   | William McKinley                         | 4 martie 1897      | 49 ani, 269 zile            | 14 septembrie 1901 | 2.080 de zile      | 26 mai 1907                      | 21.901 de zile (59 ani, 352 zile) |
| 26   | Portretul lui Edith Roosevelt                     | Edith Roosevelt (născută Carow )                    | 6 august 1861      | 2 decembrie 1886   | Theodore Roosevelt                       | 14 septembrie 1901 | 40 ani, 39 zile             | 4 martie 1909      | 14.455 de zile     | 30 septembrie 1948               | 31.831 de zile (87 ani, 55 zile)  |
| 27   |                                                   | Helen Louise Taft (născută Herron)                  | 2 iunie 1861       | 19 iunie 1886      | William Howard Taft                      | 4 martie 1909      | 47 ani, 275 zile            | 4 martie 1913      | 11.036 de zile     | 22 mai 1943                      | 29.938 de zile (81 ani, 354 zile) |
| 28   | Portretul lui Ellen Wilson                        | Ellen Wilson (născută Axson)                        | 15 mai 1860        | 24 iunie 1885      | Woodrow Wilson                           | 4 martie 1913      | 52 ani, 293 zile            | 6 august 1914      | —                  | 6 august 1914                    | 19.805 de zile (54 ani, 83 zile)  |
| †    | Portretul lui Margaret Woodrow Wilson             | Margaret Woodrow Wilson                             | 16 aprilie 1886    | —                  | Woodrow Wilson (Father)                  | 6 august 1914      | 28 ani, 112 zile            | 18 decembrie 1915  | 10.283 de zile     | 12 februarie 1944                | 21.120 de zile (57 ani, 302 zile) |
| 28   | Portretul lui Edith Wilson                        | Edith Wilson (născută Bolling, widowed Galt)        | 15 octombrie 1872  | 18 decembrie 1915  | Woodrow Wilson                           | 18 decembrie 1915  | 43 ani, 64 zile             | 4 martie 1921      | 14.909 de zile     | 28 decembrie 1961                | 32.580 de zile (89 ani, 74 zile)  |
| 29   | Portretul lui Florence Harding                    | Florence Harding (născută Kling)                    | 15 august 1860     | 8 iulie 1891       | Warren G. Harding                        | 4 martie 1921      | 60 ani, 201 zile            | 2 august 1923      | 477 de zile        | 21 noiembrie 1924                | 23.473 de zile (64 ani, 98 zile)  |
| 30   | Grace Coolidge                                    | Grace Anna Coolidge (născută Goodhue)               | 3 ianuarie 1879    | 4 octombrie 1905   | Calvin Coolidge                          | 2 august 1923      | 44 ani, 211 zile            | 4 martie 1929      | 10.353 de zile     | 8 iulie 1957                     | 28.675 de zile (78 ani, 186 zile) |
| 31   | Portretul lui Lou Hoover                          | Lou Hoover (născută Henry)                          | 29 martie 1874     | 10 februarie 1899  | Herbert Hoover                           | 4 martie 1929      | 54 ani, 340 zile            | 4 martie 1933      | 3.961 de zile      | 7 ianuarie 1944                  | 25.485 de zile (69 ani, 284 zile) |
| 32   | Portretul lui Eleanor Roosevelt                   | Eleanor Roosevelt                                   | 11 octombrie 1884  | 17 martie 1905     | Franklin D. Roosevelt                    | 4 martie 1933      | 48 ani, 144 zile            | 12 aprilie 1945    | 6.418 de zile      | 7 noiembrie 1962                 | 28.515 de zile (78 ani, 27 zile)  |
| 33   | Portretul lui Bess Truman                         | Elizabeth "Bess" Truman (născută Wallace)           | 13 februarie 1885  | 28 iunie 1919      | Harry S. Truman                          | 12 aprilie 1945    | 60 ani, 58 zile             | 20 ianuarie 1953   | 10.863 de zile     | 18 octombrie 1982                | 35.675 de zile (97 ani, 247 zile) |
| 34   | Portretul lui Mamie Eisenhower                    | Mamie Eisenhower (născută Doud)                     | 14 noiembrie 1896  | 1 iulie 1916       | Dwight D. Eisenhower                     | 20 ianuarie 1953   | 56 ani, 67 zile             | 20 ianuarie 1961   | 6.859 de zile      | 1 noiembrie 1979                 | 30.301 de zile (82 ani, 352 zile) |
| 35   | Portretul lui Jaqueline Kennedy                   | Jacqueline Kennedy (născută Bouvier, later Onassis) | 28 iulie 1929      | 12 septembrie 1953 | John F. Kennedy                          | 20 ianuarie 1961   | 31 ani, 176 zile            | 22 noiembrie 1963  | 11.136 de zile     | 19 mai 1994                      | 23.671 de zile (64 ani, 295 zile) |
| 36   | Portretul lui Lady Bird Johnson                   | Lady Bird Johnson (născută Taylor)                  | 22 decembrie 1912  | 17 noiembrie 1934  | Lyndon B. Johnson                        | 22 noiembrie 1963  | 50 ani, 335 zile            | 20 ianuarie 1969   | 14.051 de zile     | 11 iulie 2007                    | 34.534 de zile (94 ani, 201 zile) |
| 37   | Portretul lui Pat Nixon                           | Thelma "Pat" Nixon (născută Ryan)                   | 16 martie 1912     | 21 iunie 1940      | Richard Nixon                            | 20 ianuarie 1969   | 56 ani, 310 zile            | 9 august 1974      | 6.892 de zile      | 22 iunie 1993                    | 29.683 de zile (81 ani, 98 zile)  |
| 38   | Portretul lui Betty Ford                          | Elizabeth Ann "Betty" Ford (născută Bloomer)        | 8 aprilie 1918     | 15 octombrie 1948  | Gerald Ford                              | 9 august 1974      | 56 ani, 123 zile            | 20 ianuarie 1977   | 12.587 de zile     | 8 iulie 2011                     | 34.059 de zile (93 ani, 91 zile)  |
| 39   | Portretul lui Rosalynn Carter                     | Eleanor Rosalynn Carter (născută Smith)             | 18 august 1927     | 7 iulie 1946       | Jimmy Carter                             | 20 ianuarie 1977   | 49 ani, 155 zile            | 20 ianuarie 1981   | 16.138 de zile     | 19 noiembrie 2023                | 35.652 de zile (97 ani, 222 zile) |
| 40   | Portretul lui Nancy Reagan                        | Nancy Reagan (născută Robbins, adopted Davis)       | 6 iulie 1921       | 4 martie 1952      | Ronald Reagan                            | 20 ianuarie 1981   | 59 ani, 198 zile            | 20 ianuarie 1989   | 13.216 de zile     | 6 martie 2016                    | 37.886 de zile (94 ani,331 zile)  |
| 41   |                                                   | Barbara Bush (născută Pierce)                       | 8 iunie 1925       | 6 ianuarie 1945    | George H. W. Bush                        | 20 ianuarie 1989   | 63 ani, 226 zile            | 20 ianuarie 1993   | 11.755 de zile     | 17 aprilie 2018                  | 36.453 de zile (92 ani,33 zile)   |
| 42   | Portretul lui Hillary Clinton                     | Hillary Clinton (născută Rodham)                    | 26 octombrie 1947  | 11 octombrie 1975  | Bill Clinton                             | 20 ianuarie 1993   | 45 ani, 86 zile             | 20 ianuarie 2001   | 8.833 de zile      | 2025 - 03 - 28                   | 28.278 de zile (77 ani, 153 zile) |
| 43   | Portretul lui Laura Bush                          | Laura Bush (născută Welch)                          | 4 noiembrie 1946   | 5 noiembrie 1977   | George W. Bush                           | 20 ianuarie 2001   | 54 ani, 77 zile             | 20 ianuarie 2009   | 5.911 de zile      | 2025 - 03 - 28                   | 28.634 de zile (78 ani, 144 zile) |
| 44   | Portretul lui Michelle Obama                      | Michelle Obama (născută Robinson)                   | 17 ianuarie 1964   | 3 octombrie 1992   | Barack Obama                             | 20 ianuarie 2009   | 45 ani, 3 zile              | 20 ianuarie 2017   | 2025 - 03 - 28     | 22.351 de zile (61 ani, 70 zile) |                                   |
| 45   | Portretul lui Melania Trump                       | Melania Trump                                       | 26 aprilie 1970    | 22 ianuarie 2005   | Donald Trump                             | 20 ianuarie 2017   | 46 ani,269 zile             | 20 ianuarie 2021   |                    |                                  |                                   |
| 46   |                                                   | Jill Biden                                          | 3 iunie 1951       | 17 iunie 1977      | Joe Biden                                | 20 ianuarie 2021   | 69 ani,231 zile             | 20 ianuarie 2025   |                    |                                  |                                   |

## Legături externe
- Prima Doamnă a Statelor Unite la site-ul Casei Albe
- Biografiile Primelor Doamne ale Statelor Unite ale Americii Arhivat în 10 martie 2020, la Wayback Machine. la National First Ladies' Library